# Bracon maculator
Bracon maculator är en stekelart som beskrevs av Amédée Louis Michel Lepeletier 1825. Bracon maculator ingår i släktet Bracon och familjen bracksteklar. Inga underarter finns listade.